# تحرير رهائن الطائرة الروسية
تحرير رهائن الطائرة الروسية هي عملية قامت بها قوات الأمن الخاصة السعودية في 15 مارس 2001 لتحرير طائرة توبوليف تو 154 روسية تابعة لفنوكوفو للخطوط الجوية قاموا بخطفها مجموعة من المسلحين الشيشانيين من مطار أتاتورك الدولي في اسطنبول وكانت متوجهة إلى موسكو .

## خطف الطائرة من مطار أتاتورك
بعد خروج الطائرة من مطار أتاتورك الدولي في اسطنبول وبدأت في التوجة إلى موسكو تم اختطاف الطائرة من قبل ثلاث مسلحين شيشانيين وقد تخفوا في زي عمال وقود وعمال نظافة، وتم إجبارها على التوجة إلى افغانستان لكن وقود الطائرة بدء بالنفاذ لذلك قرر الشيشانيين المسلحين بإجبار الطائرة على الهبوط الاضطراري في مطار الأمير محمد بن عبد العزيز الدولي (الإقليمي آنذاك) في المدينة المنورة للتزود في الوقود ثم التوجة إلى أفغانستان.

## عملية تحرير الرهائن
قامت القوات الخاصة السعودية بتطويق الطائرة لمنعها من مغادرة المطار وبدت السلطات السعودية بالتفاوض مع المسلحين وطلب المسلحين بتزويد الطائرة بالوقود أو سيتم تفجير الطائرة واتخذت السلطات السعودية قرار اقتحام الطائرة بعد تعثر المفاوضات مع الخاطفين .
أبلغ الرئيس الروسي فلاديمير بوتين بقرار الاقتحام وأن السلطات الروسية كانت تتابع مجريات الأحداث عن كثب وقامت السعودية برفض مشاركة أي قوات غير سعودية في عملية اقتحام الطائرة أو في المفاوضات مع الخاطفين، ورفضت السلطات السعودية عرضا روسيا بإرسال وحدة من الاستخبارات الروسية متخصصة في مكافحة اختطاف الطائرات للمشاركة في عملية الاقتحام.
وتمكنت السلطات السعودية من تهريب 15 من الركاب عبر الباب الخلفي للطائرة. وسمح الخاطفين لنحو أربعين شخصا بمغادرة الطائرة معظمهم من النساء والأطفال وكبار السن بالإضافة إلى جريح واحد، ثم أوقفوا عملية الإفراج عن الباقين وقامت القوات الخاصة السعودية باقتحام الطائرة ونتج عن العملية مقتل خمسة هم أحد الخاطفين ومضيفة روسية وراكبة تركية وشرطيين سعوديين وتحرير باقي الرهائن.

## نجاح العملية

القوات الخاصة السعودية تسيطر على اثنين من خاطفي الطائرة

وأفادت الأنباء أن الخاطفين المعتقلين الذين عرضت صورتهما على التلفزيون السعودي هما سفيان أرساييف شقيق وزير شيشاني سابق هو أصلان بك أرساييف وابنه، في حين لم يكشف النقاب عن هوية الخاطف الثالث الذي لقي مصرعه برصاص القوات السعودية.
وعبرالرئيس الروسي فلاديمير بوتين عن تقديره لخادم الحرمين الشريفين الملك فهد بن عبد العزيز، وامتدح طريقة تعامل السعودية مع عملية خطف الطائرة، مطالبا في الوقت نفسه بتسليم الخاطفين إلى روسيا لمعاقبتهم. وقال الأمير نايف بن عبد العزيز وزير الداخلية السعودي ان مصير الخاطفين ستحدده السلطات السعودية.
وقامت السلطات الروسية بإرسال طائرة لنقل الركاب الروسيين إلى موسكو ،أيضا قامت السلطات التركية بإرسال طائرة لنقل الركاب الاتراك إلى اسطنبول بالإضافة إلى جثة الراكب الذي قتل أثناء عملية اقتحام الطائرة. وكان ركاب الطائرة المختطفة قد تلقوا عناية طبية خاصة في المستشفى الميداني الذي تم تجهيزه في مطار الأمير محمد بن عبد العزيز الدولي نتيجة تعرض معظمهم لانهيارات عصبية، بينما تم نقل 11 راكبا فقط إلى مستشفى الملك فهد منهم 6 روس و5 اتراك، تراوحت اصاباتهم بين رضوض وانهيار عصبي وارتفاع ضغط الدم.